# Kertamandala
Kertamandala is een bestuurslaag in het regentschap Ciamis van de provincie West-Java, Indonesië. Kertamandala telt 3598 inwoners (volkstelling 2010).